# Bharata Muni
Pour les articles homonymes, voir Bharata.
Bharata Muni (sanskrit devanagari : भरत मुनि) est un dramaturge indien, considéré comme un sage (muni en sanskrit), et auteur supposé du Nâtya-shâstra et du Gītālamkāra,. Il vécut entre le IIe siècle av. J.-C. et le IIIe siècle.

## Auteur mythique?
Selon Paul Regnaud : « Tout porte à croire, reconnaissons-le sans hésiter, que le nom de Bharata, en tant qu'auteur d'un traité primordial sur les règles de l'art dramatique, n'a qu'une valeur mythique sensiblement comparable à celle des noms de Manu, de Vashistha ou de tel autre Rishi védique comme auteur des Dharma-çāstras ou des codes généraux des devoirs brahmaniques. [...] Le mot bharata est d'origine védique. Dans le Rig-Véda, il désigne Agni ou le feu sacré personnifié comme porteur (rad. bhar, « porter ») des offrandes. [...] Inséparable au double point de vue grammatical et mythique du nom de Bharata, est celui de Bhāratī [Sarasvati], devenue, à l'époque brāhmanique, la déesse du chant et de l'éloquence. »